# جيمس بروس
جيمس بروس (بالإنجليزية: James Bruce)‏‏ (1143 - 1208 هـ / 1730 - 1794 م) هو رحالة اسكتلندي. كتب عن رحلته في كتاب «سياحة للكشف عن منابع النيل» (1768 - 73 م).

## شبابه
ولد بروس في كينيرد هاوس في ستيرلينغ شاير، يوم 14 ديسمبر 1730. وتعلم في جامعتي هارو وأدنبرة، وبدأ بدراسة المحاماة؛ لكن زواجه من ابنة تاجر نبيذ جعله يدخل هذه المهنة. ماتت زوجته في أكتوبر 1754، بعد تسعة أشهر من الزواج، وسافر بروس فيما بعد إلى البرتغال وإسبانيا. وهناك فحص المخطوطات الشرقية في الإسكوريال فقاده هذا لدراسة اللغة العربية والجعزية وحدد مسار مستقبله. في عام 1758 مات أبوه وأصبح سيد عقار كينيرد.
عندما اندلعت الحرب مع أسبانيا في 1762 أرسل بروس للحكومة البريطانية خطة للهجوم على فيرول. لم يتم تبني اقتراحه، لكن اختاره الإيرل الثاني هاليفاكس لمنصب القنصل البريطاني في الجزائر، مع لجنة لدراسة الآثار القديمة هناك، حيث زاد الاهتمام بها بعد الرسائل التي قدمها توماس شو (1694-1751)، وهو قسيس قنصلي في الجزائر، 1719 – 1731. أمضى بروس ستة أشهر في إيطاليا يدرس الأثريات، ووصل إلى الجزائر في مارس 1763. وأمضى جل وقته في واجباته القنصلية في بلاط الداي، ولم يتلقى المساعدة التي وعد بها. لكن في أغسطس 1765 أرسل قنصل آخر ليحل محله، وبدأ بروس استكشافه للأطلال الرومانية في الساحل البربري. فحص بعدها العديد من الأطلال في شرق الجزائر، وسافر برا من تونس إلى طرابلس، وركب البحر في طلميثة نحو كاندية؛ لكن مركبه تحطم قرب بنغازي وسبح نحو الشاطئ. انطلق لاحقا إلى كريت، وأبحر من هناك إلى صيدا، سافر عبر سوريا، وزار تدمر وبعلبك. رسم بروس رسومات دقيقة عن العديد من الآثار التي رآها في كافة مراحل رحلته في الشام والمغرب. واكتسب معرفة كافية بالطب مكنته من التجوال في الشرق كطبيب.

## رحلة النيل
وصل إلى الإسكندرية في يونيو 1768 بعد أن صمم على السعي لاكتشاف منبع النيل، الذي اعتقد أنه ينبع من الحبشة. اكتسب في القاهرة دعم الحاكم المملوكي علي بك الكبير؛ ثم زار طيبة وانطلق عبر الصحراء نحو القصير، حيث تنكر في لباس بحار تركي. ووصل إلى جدة في مايو 1769، حيث بقي قليلا في جزيرة العرب ثم عبر البحر الأحمر مجددا وحط في مصوع في 19 سبتمبر، وكانت وقتها تحت حكم الأتراك. وصل إلى غوندر، التي كانت وقتها عاصمة الحبشة، وذلك في 14 فبراير 1770، حيث أحسن استقباله النجاشي تكلا هيمنوت الثاني، وكذلك راس ميكائيل، الذي كان الحاكم الفعلي للبلاد، وزوجته أوزورو إستر، وكل الأحباش عموما. وكان طوله الفارع (الذي يجاوز 190 سم)، ومعرفته بلغة الجعز، وبراعته في الألعاب الرياضية، وشجاعته وثقته بنفسه، جعلته محبوبا بين الناس الذين كانوا يرتابون من أي غريب. بقى في الحبشة لسنتين، واكتسب معرفة مكنته من تقديم صورة شاملة عن الحياة الحبشية. في 14 نوفمبر 1770 وصل إلى منبع النيل الأزرق. ومع أن بروس أقر بأن النيل الأبيض كان أكبر، فقد ادعى بأن النيل الأزرق كان النيل الذي عرفه القدماء وبأنه هكذا اكتشف منبعه، لكن هذا الزعم لم يكن موثوقا به.

## عودته
انطلق بروس من غوندر في ديسمبر 1771، وشق طريقه نحو سنار والنوبة، بالرغم من الصعوبات، وكان أول من تتبع النيل الأزرق من منبعه إلى ملتقاه مع النيل الأبيض. في 29 نوفمبر 1772 وصل أسوان، وعاد إلى الصحراء لاستعادة مذكراته ومتاعه التي تركها بعد موت كل جماله. وصل إلى القاهرة في يناير 1773، وفي مارس وصل إلى فرنسا، حيث رحب به جورج دي بوفون وعلماء آخرون. وصل إلى لندن في 1774، لكنه أهين بالشك الذي قوبلت به قصته، وذهب إلى بيته في كينيرد. ولم يعبأ برحلته حتى عام 1790، عندما حثه صديقه دينز بارينغتون على نشر مذكراته، ونشر كتابه «رحلات لاكتشاف مصدر النيل في السنوات 1768-73»، في خمسة مجلدات. اكتسب العمل شعبية كبيرة، لكن هاجمه الرحالة الآخرون وشككوا في مصداقيته. كانت الفترة التي كتب فيه الكتاب— بعد إثني عشر عاما من عودته من أفريقيا وبغض النظر عن مذكراته — كانت حجة مهمة لمنتقديه، لكن الدقة الكبيرة لكل ما يتعلق برحلاته الحبشية جعلته مصدرا مهما. مات في 27 أبريل 1794 عن عمر 63 عاما.
كتب بروس سيرة ذاتية، طبع جزء منها في كتاب الرحلات، ونشرت أعوام 1805 و1813، مصحوبة بملاحظة حول السيرة بقلم المحرر ألكساندر موراي. أفضل سجل حول رحلات بروس في المغرب العربي موجودة في كتاب السير لامبرت بلايفير «رحلات على خطوات بروس» (لندن، 1877)، حيث نشرت فيه مختارات من رسومه التي نشرت للمرة الأولى. قدمت عدة من رسوم بروس إلى جورج الثالث وهي موجودة في المجموعة الملكية في ويندسور.

## روابط خارجية
- جيمس بروس على موقع الموسوعة البريطانية (الإنجليزية)